# Конусна лійка Марша

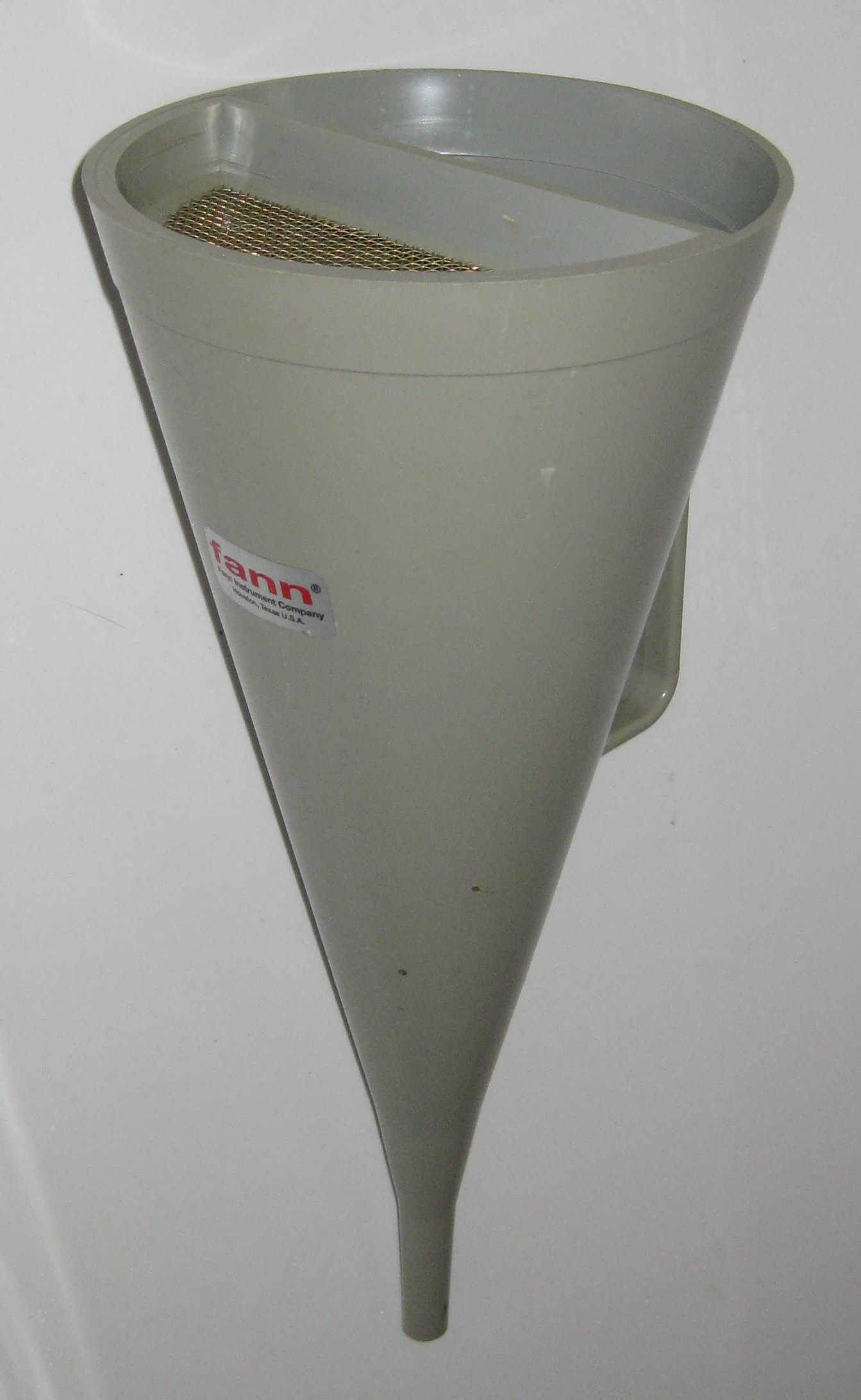
Марш-лійка: пластик із латунною трубкою та сіткою

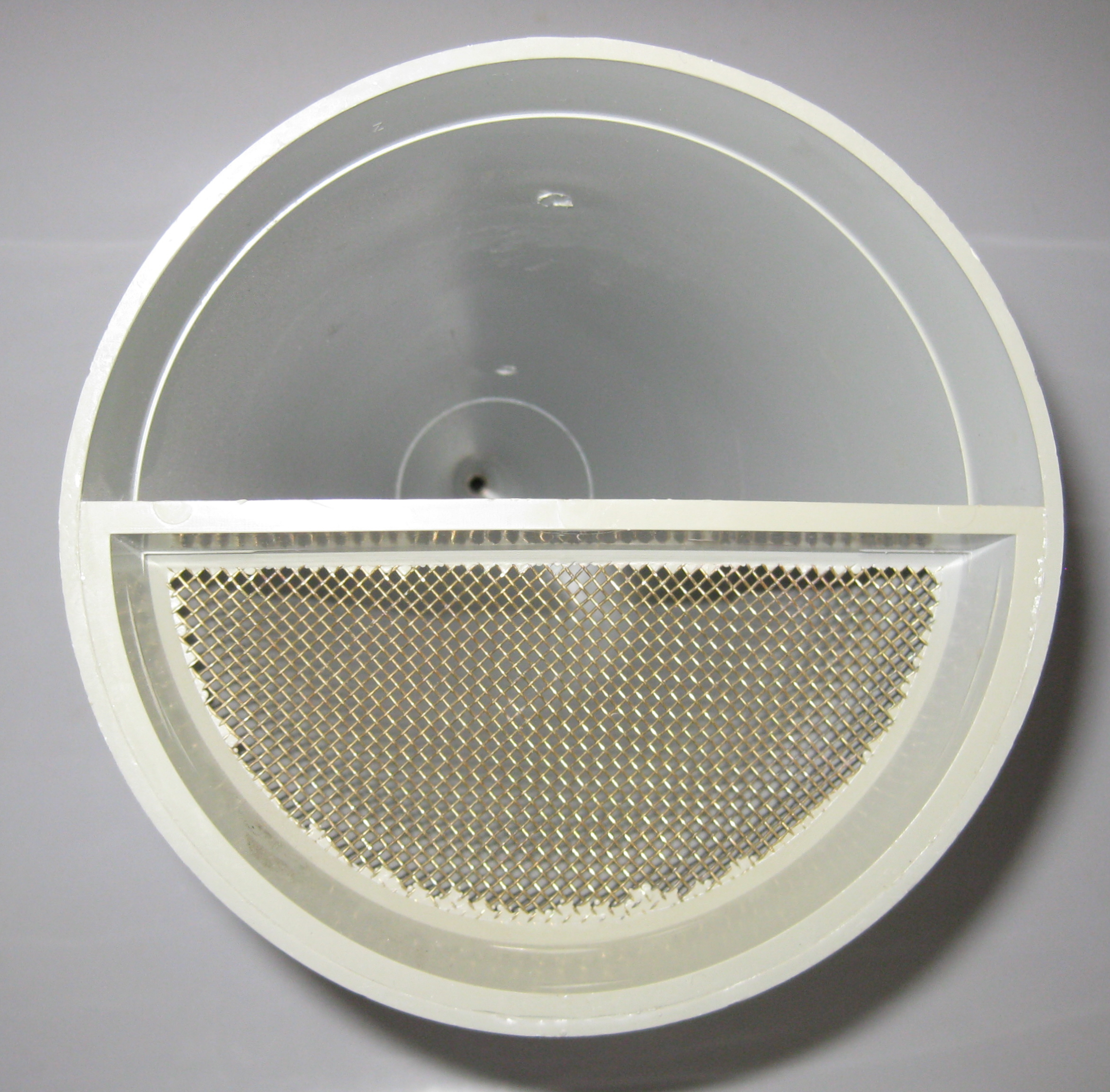
Конусна лійка Марша, вид зверху показує сітку, через яку заливається буровий розчин, щоб утримувати частинки, які не пройшли б через отвір.

Лійка Марша конусна (рос. конусная воронка Марша; англ. Marsh funnel; нім. Marsch-Kegeltrichter m) — у свердловинних технологіях видобування корисних копалин — лійка, призначена для визначення умовної в'язкості бурового розчину; являє собою ємність із фіксованим діаметром отвору на дні.
Конусна лійка Марша — це простий прилад для вимірювання в'язкості шляхом спостереження часу, протягом якого відомий об'єм рідини протікає з конуса через коротку трубку. Він стандартизований для перевірки якості бурового розчину. Інші конуси з різною геометрією та розташуванням отворів називаються конусами потоку, але мають однаковий принцип роботи.
Під час використання лійка Марша тримається вертикально, кінець трубки закритий пальцем. Рідина, яку потрібно виміряти, виливається через сітку для видалення частинок, які можуть перекрити трубку. Коли рівень рідини досягає сітки, кількість всередині дорівнює номінальному об'єму. Для вимірювання відпускають палець, запускають секундомір, і рідині дозволяють стікати в мірну ємність. Умовну в’язкість оцінюють у секундах витікання 500 см3 промивальної рідини із лійки в яку налито 700 см3 розчину. Вода із лійки повинна витікати за 15 с.
Ефективну в'язкість можна визначити за такою простою формулою.
μ = ρ (t - 25)
де μ = ефективна в’язкість у сантипуаз

ρ = густина у г/см3

t = час витікання розчину в секундах